# 作畫監督
作畫監督（日语：／ Sakugakantoku ?）是在製作動畫的過程時，負責執行統一繪圖的功能，在日語中又略稱為作監（日语：／ Sakkan ?）。在動畫背景圖的作畫部分，原本就有一個正式的職位稱為藝術指導來負責背景畫的品質。

## 起源
一般來說，在美國動畫家將不同動畫角色分開來描繪，在日本則分開每一鏡，也因此在各鏡之間，圖形的統一性出現了問題，而有必要設置作畫監督為正式職位。這樣的設置在1960年代前期被東映動畫確立，作品（1963年）是第一次運用作畫監督這個職位。

## 職位的地位
動畫家被指派為這個職位，某種程度上可說是需要超群的繪圖技巧。甚至可說，作畫監督的技巧掌控著整體繪圖品質的好壞。
作畫監督基本上由一人擔當（或是更多人），肩負起動畫人物、機械、特殊效果……在繪圖時的品質控制。在1980年代逐漸擴增（視需要），各自專職單一領域，例如人物作畫監督、機械作畫監督……
電視動畫可能還會增設「總作畫監督」，這尤其是在電視動畫製作時需要分開給不同的製作組（動畫工作室）或是被劃分為許多工作群時，需要統一不同工作群的繪圖品質，進而連貫起電視動畫系列的既定品質。
「作畫監督是繪圖修正的角色」似乎是這樣的，作畫監督扮演的角色，在動畫師的原畫之中打上“OK”代表可行，設法讓參予的動畫師有統一的繪圖品質（畫風）並養成習慣，一般的「重繪」（Re-take）工作由動畫家們完成。